# Бородулин, Александр Иванович
Алекса́ндр Ива́нович Бороду́лин (Саша Бородулин) (8 марта 1926, Ленинград — 7 июля 1942) — пионер-герой Великой Отечественной войны.

## Биография
Саша Бородулин родился в Ленинграде 8 марта 1926 года, в семье Ивана Алексеевича и Марии Фёдоровны. У него было две сестры — старшая Тася и младшая Ира. Семья переехала в Карелию, а потом в посёлок Новинка в 70 км от Ленинграда. Здесь Саша пошёл в школу, стал пионером, был избран председателем совета пионерской дружины
Когда началась война, Саше было 15 лет. Закончив 7 класс, он вступил в комсомол. В середине августа 1941 года посёлок был занят немцами. Саше удалось подобрать и припрятать винтовку с патронами, оставшуюся после боёв. Из этой винтовки он убил одинокого немецкого связного, проезжавшего через лес на мотоцикле и завладел его автоматом, после чего устраивал засады на проезжающие немецкие машины. В сентябре 1941 года вступил в партизанский отряд. Вёл разведку для партизан. Отличился в бою партизанского отряда под командованием И. Г. Болознева за станцию Чаща. Зимой 1941 года был награждён орденом Красного Знамени
Летом 1942 года под Оредежем вызвался добровольцем в состав группы из пяти человек для прикрытия отхода партизанского отряда и в этом бою погиб.  Посмертно награждён вторым орденом Красного Знамени

## Память
- Именем Саши Бородулина названы: улица в посёлке Крестцы Новгородской области[4]; улица и переулок в посёлке Новинка Ленинградской области[5]; улица в посёлке Оредеж Ленинградской области, расположенная недалеко от братской могилы, где похоронен Саша Бородулин[источник не указан 4283 дня]
- Его имя носила школа в посёлке Новинка, ныне закрытая[6]
- До 1991 года имя А. Бородулина носила средняя школа № 97 города Ленинграда (ул. Дрезденская, 19). После распада СССР памятная доска была снята и утилизирована. Закрыт был и небольшой музей А. Бородулина (второй этаж школы, кабинет истории)[источник не указан 4283 дня]
- В память о Саше Бородулине установлена мемориальная доска на здании Новинской администрации[6]
- Имя Бородулина носил теплоход Балтийского пароходства[6].